# Лука Джордано
Лука Джордано (італ. Luca Giordano; 18 жовтня 1634, Неаполь —12 січня 1705, Неаполь) — представник неаполітанської школи живопису, художник доби бароко. Виробив особливу, космополітичну і неглибоку систему художніх образів, що згодилася для декоративних робіт в різних містах західної Європи (в Неаполі, Римі, Флоренції, Бергамо, Венеції, Мадриді, Толедо).

## Життєпис

### Автопортрет
Збережено не один автопортрет майстра.
На пізньому — довге волосся по моді 17 століття і простий одяг, що не відволікають уваги глядача від обличчя без натяку на привітність і посмішку, серйозного погляду через окуляри, які були рідкісними в ті часи. Він був досить освіченою особою, творив алегоричні, релігійні і декоративні роботи, писав фрески, навіть натюрморти. Мав велику працездатність. Його твори швидко розійшлися Європою і були в збірках від Іспанії до Росії ще на початку 18 століття. За швидкість праці мав прізвисько Фа Престо, тобто «робить швидко».

### Ранні роки
До останніх десятиліть не було відомо точної дати його народження. А вказаний в довідниках рік народження (1632) робив його на 2 роки старішим.
Народився в Неаполі. Він син маловідомого провінційного художника Антоніо Джордано. Батьки, Антоніо та мати (Ізабелла Імпарато), хрестили хлопця в церкві Сант-Анна ді палаццо. На той час італійське місто належало Іспанії і тут правили іспанські віцекоролі. Уряд був іспанським, іспанці почували себе хазяями, а в Неаполі, столиці віцекоролівства, мешкав з родиною і працював видатний іспанський художник Хосе де Рібера. Учнем до нього і потрапив молодий Лука. З останнім фактом погоджуються не всі, хоча за попередніми даними Лука нібито дев'ять років перебував в майстерні Рібери учнем і помічником.
Іспанська художня манера була налаштована на реалізм, на майже документальне відтворення натури, позбавлена легкості і артистичної свободи виконання. Аби мати успіх у іспанських замовників, молодий Лука писав так само — реалістично, несміливо, важкувато за колоритом. Ці твори занадто відрізнятимуться від його зрілої манери настільки, що багатьом важко повірити, що вони належать одному майстру, тим паче італійцю.
Перші твори художника датують 1650-и роками, серед них — «Христос і грішниця» (1653), «Розп'яття Андрія Першозванного» (1655)

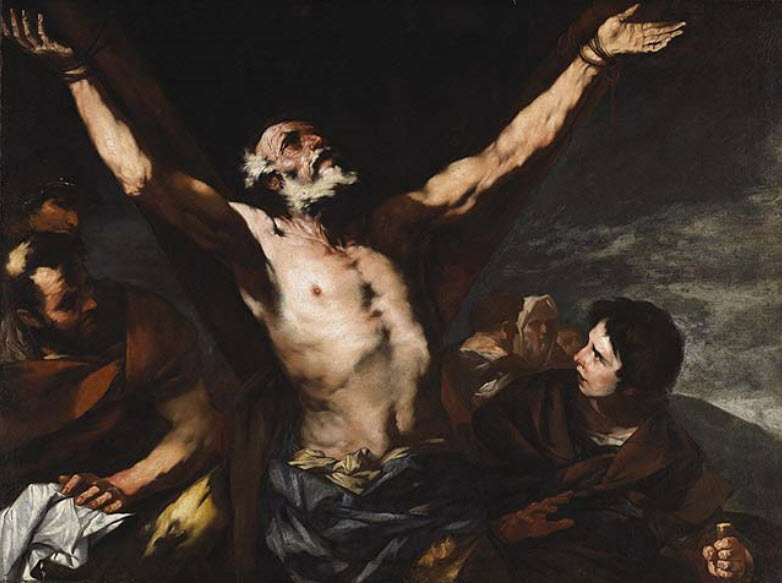
«Розп'яття Андрія Першозванного» (1655)
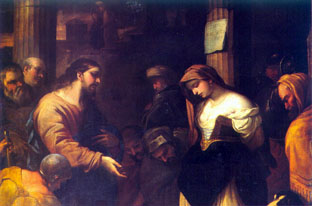
«Христос і грішниця»
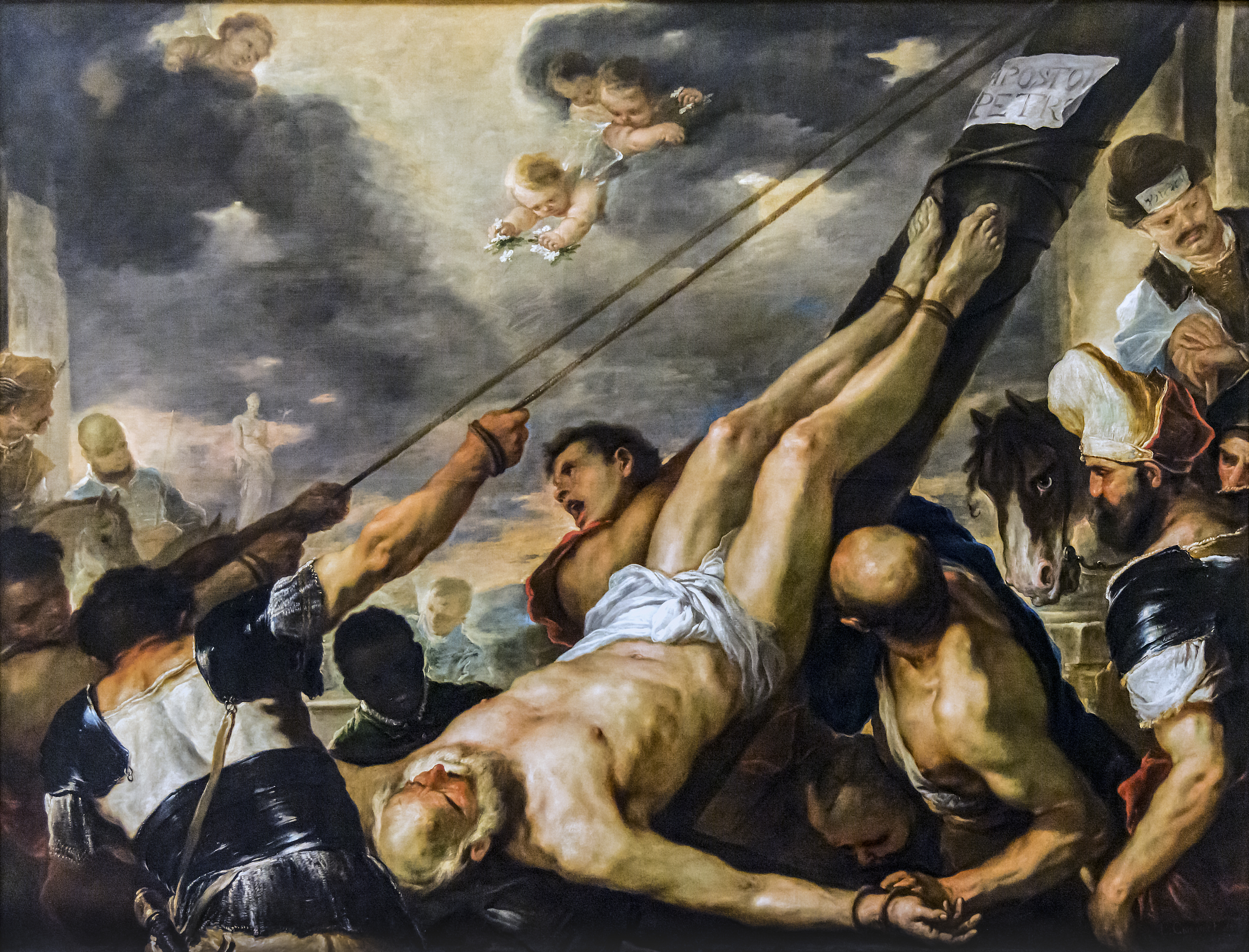
«Розп'яття Апостола Петра», 1660, Галерея Академії, Венеція

## Творчість

### Філософи Луки Джордано
Художникам Іспанії було притаманно відтворення «портретів» (образів) давно померлих грецьких філософів. Їх портретів не зберегли, а деякі з них портретів при житті їх — ніколи й не мали. Художників це ніяк не бентежило. Це тільки стимулювало уяву художників, що робили свої інтерпретації на теми філософів, їх облич, психологічних типів, різних за характерами.
Свою серію філософів Давньої Греції зробив Веласкес. Серія Філософів Хосе де Рібера була настільки вдалою і популярною, що її повторили учні художника. Оригінали Рібери відправили до Іспанії, де вони прикрасили королівські палаци. Копії учнів розійшлися Західною Європою і зберігаються в збірках Італії, Польщі.
Старанний учень Рібери, Лука Джордано, теж зробив свою серію філософів, чим надовго заплутав і прихильників живопису, і істориків, і мистецтвознавців. Вони схожі на філософів Рібери за колоритом, навіть розмірами полотен. Але народжена особистість Джордано відбилася на стилістиці, дала їм більшу легкість в образах, інше психологічне забарвлення. Можливо, найранішній з філософів Джордано потрапив до Ермітажу. «Філософ з дзеркалом» стоїть просто, одяг неохайний, похмуре обличчя в зморшках, погляд непривітний і розчарований. Про молодість художника свідчить мало вдала композиція (персонаж подано зі спини, обличчя видно в дзеркалі частково). Можливо, це філософ-цинік, яких часто зображували в Неаполі і на котрих була мода серед багатих прихильників неостоїцизму в Неаполі. У дзеркалі відображення чоловічого обличчя, немов ілюстрація до прислів'я: «не лайте дзеркало, коли пика свиняча».
Високим інтелектом, напруженим духовним життям віє від чергового «Філософа», що зберігається в збірці Художньо-історичного музею Відня. Він серед найвдаліших у Джордано в серії, а за мистецькими якостями дорівнює філософам Рібери, а деяких і перевищує. Так учень наздогнав вчителя.

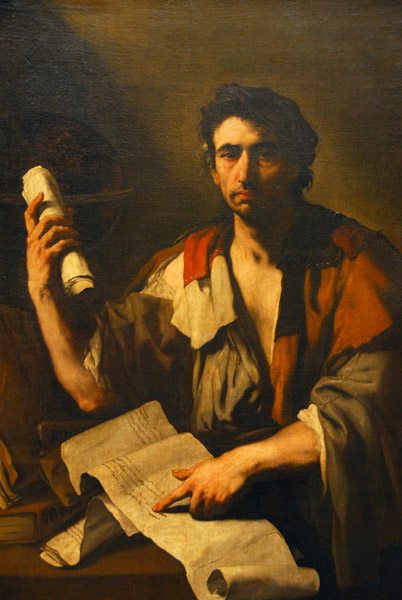
Лука Джордано, філософ цинік, Мюнхен, Стара Пінакотека.
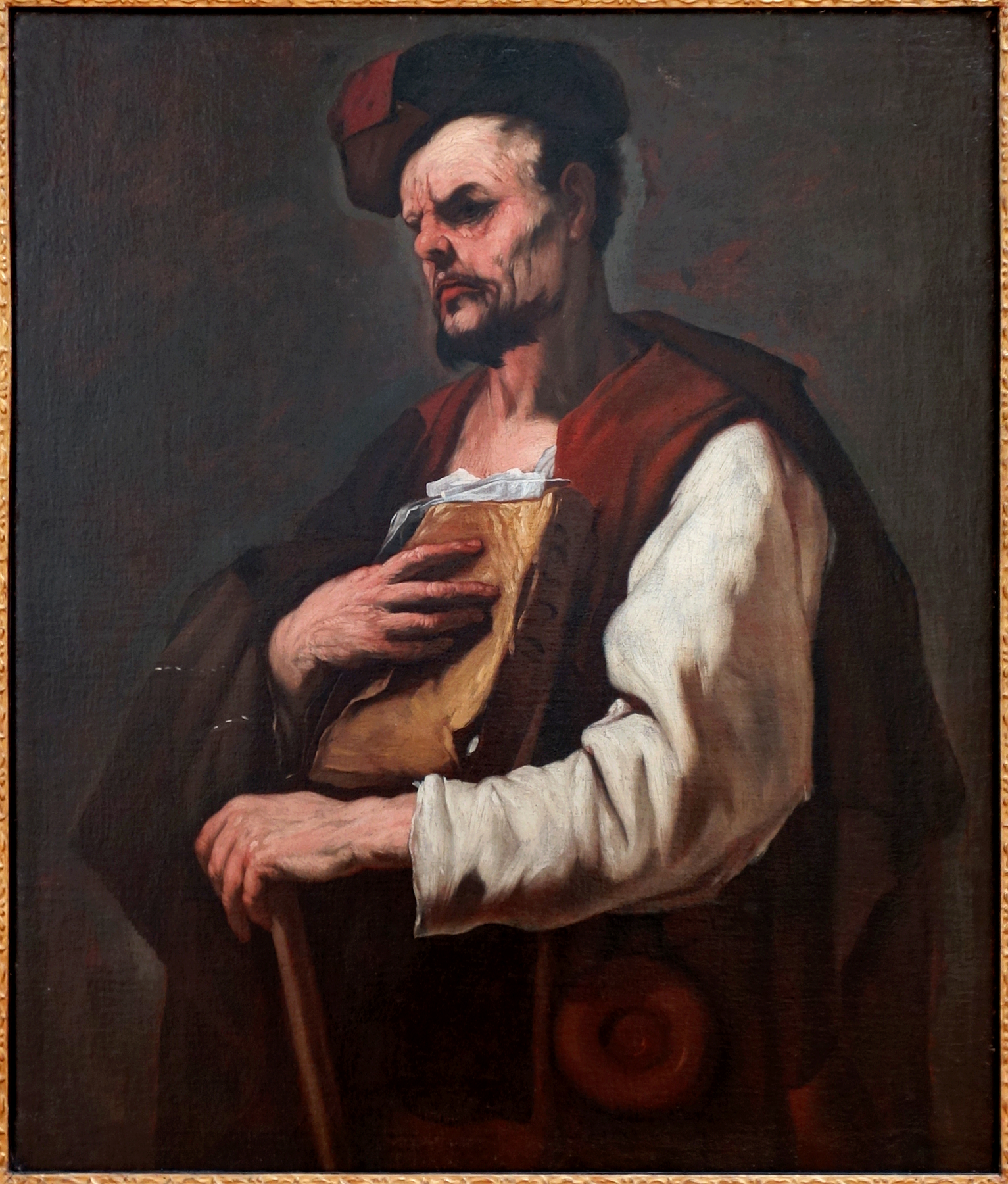
Л. Джордано. «Філософ», Палац витончених мистецтв (Лілль), Франція
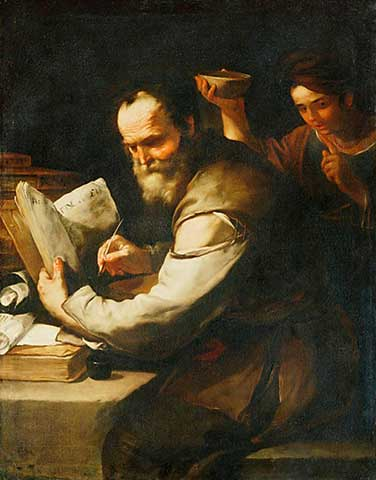
Л. Джордано. «Грубі жарти Ксантіппи над філософом Сократом»
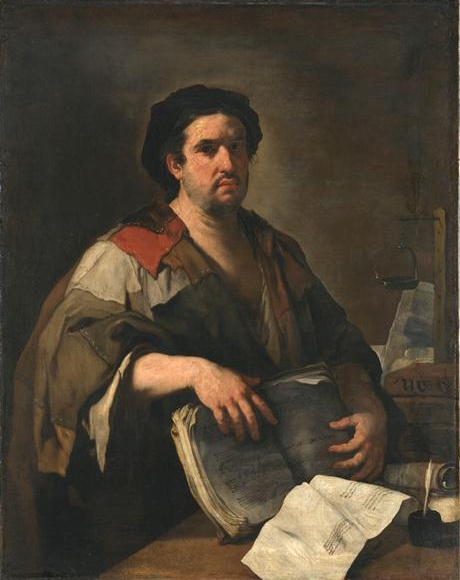
Л. Джордано. «Філософ цинік»,

### Декоративні твори
Чим далі були роки навчання, тим вільнішою стає манера Джордано. Зростає ерудиція. Але втрачається іспанський реалізм і філософська наповненість образів. Легкість манери не компенсувала великих втрат і помстилася легковажністю, галасливими, порожніми ефектами, неприємною театральністю. Хвороби і неприпустима швидкість приводять до недбалості в сюжетах і їх виконанні. Художник з роками втрачає більше переваг, ніж набирає їх з досвідом. Він наче зрікся заповітів Хосе де Рібери, а нових і важливих — не виробив і не знайшов. Поверхневість прийшла навіть в його біблійні картини. І вони не зачіпали сердець, бо були порожніми пошуками в композиціях і формах без наповнення правдивим почуттям.

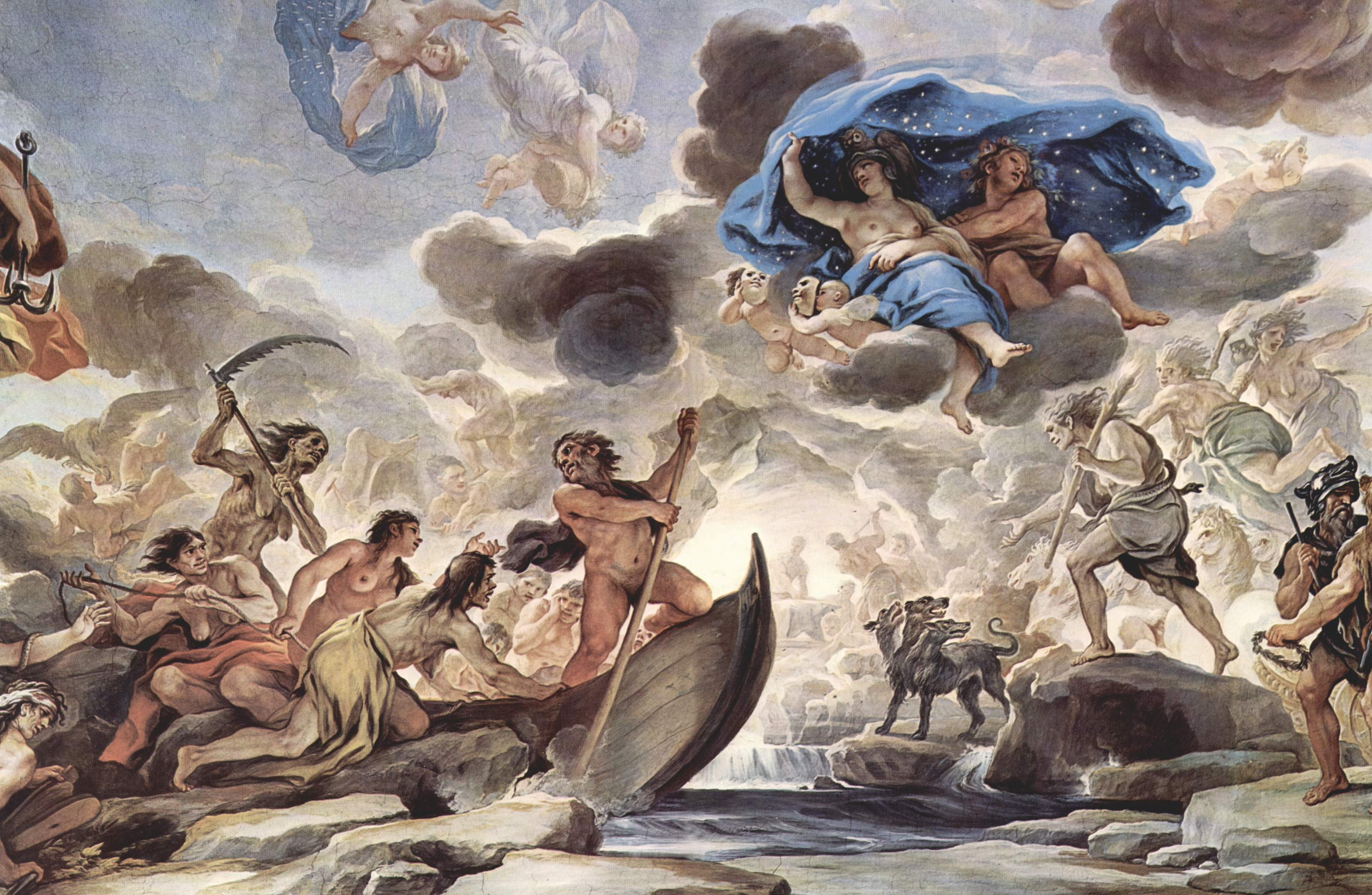
«Харон». Фреска, Палаццо Медічі-Рікарді, Флоренція
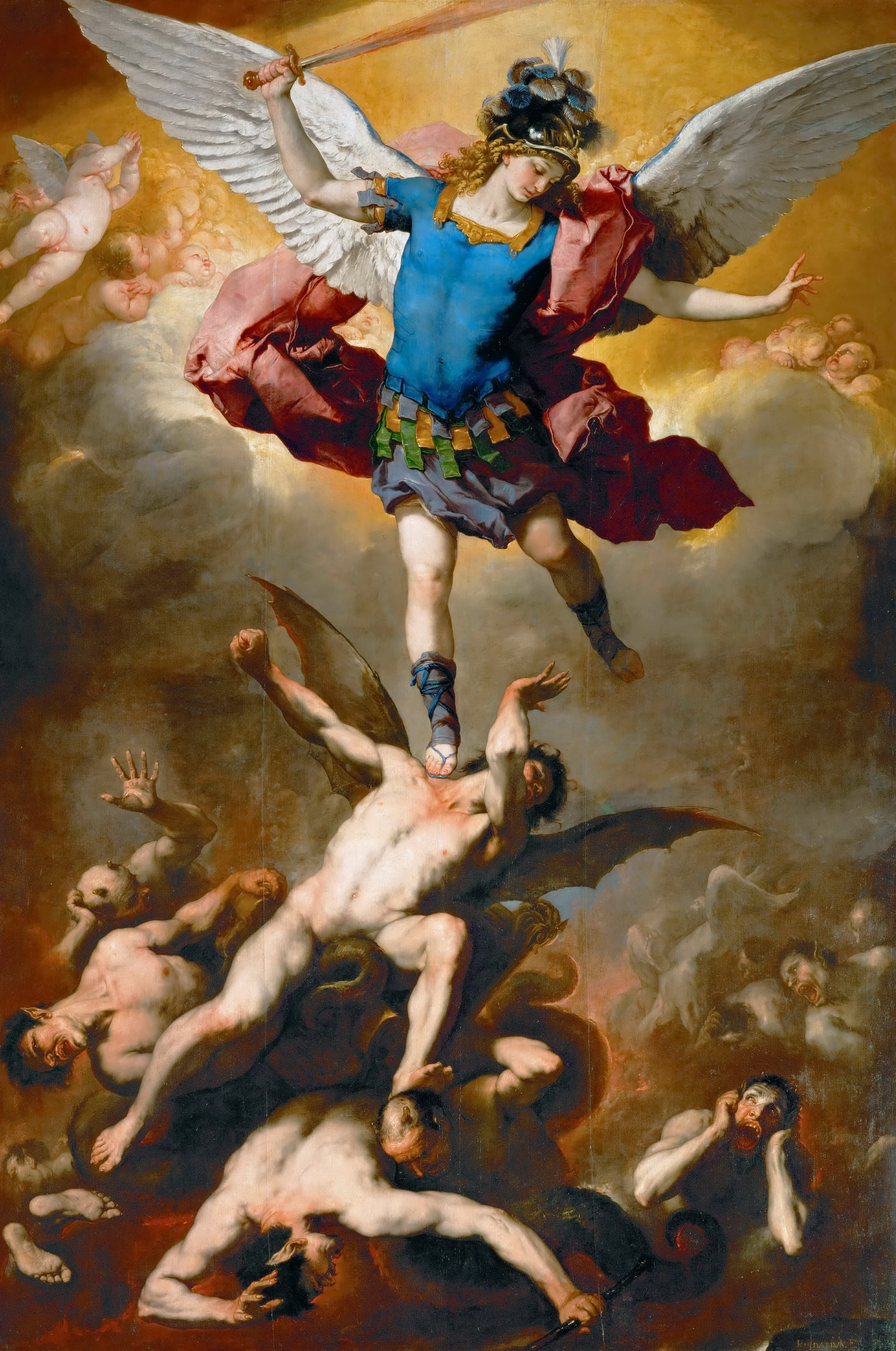
«Архангел Михаїл і падіння янголів у пекло»
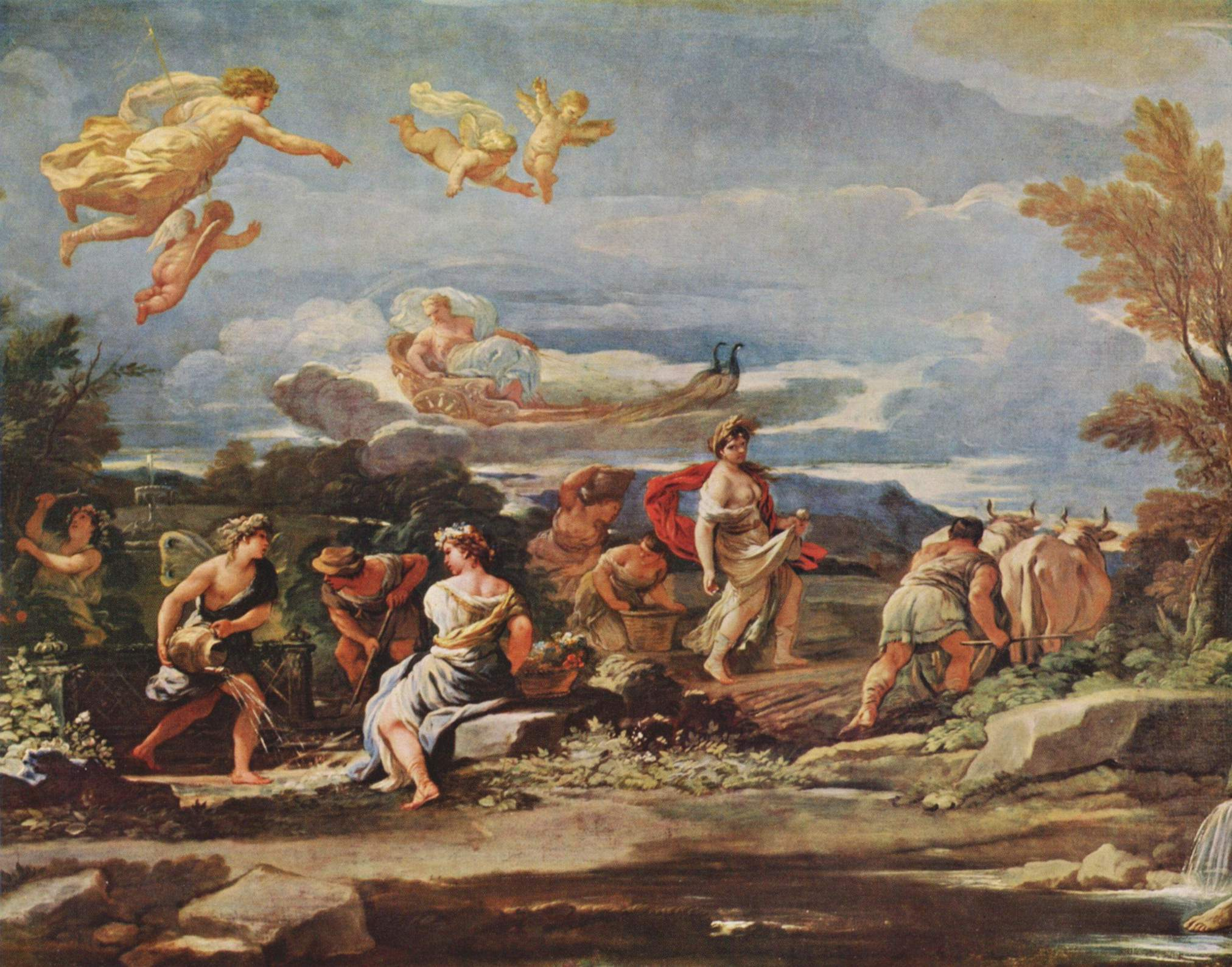
«Вертумн і Помона,покровителі садів і змін природи», приватна збірка
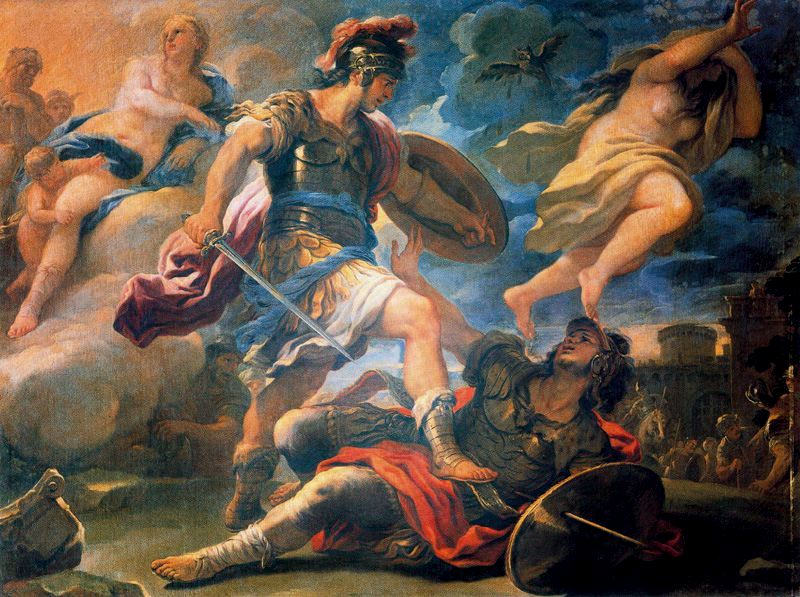
«Еней вбиває ворога», галерея Корсіні, Флоренція
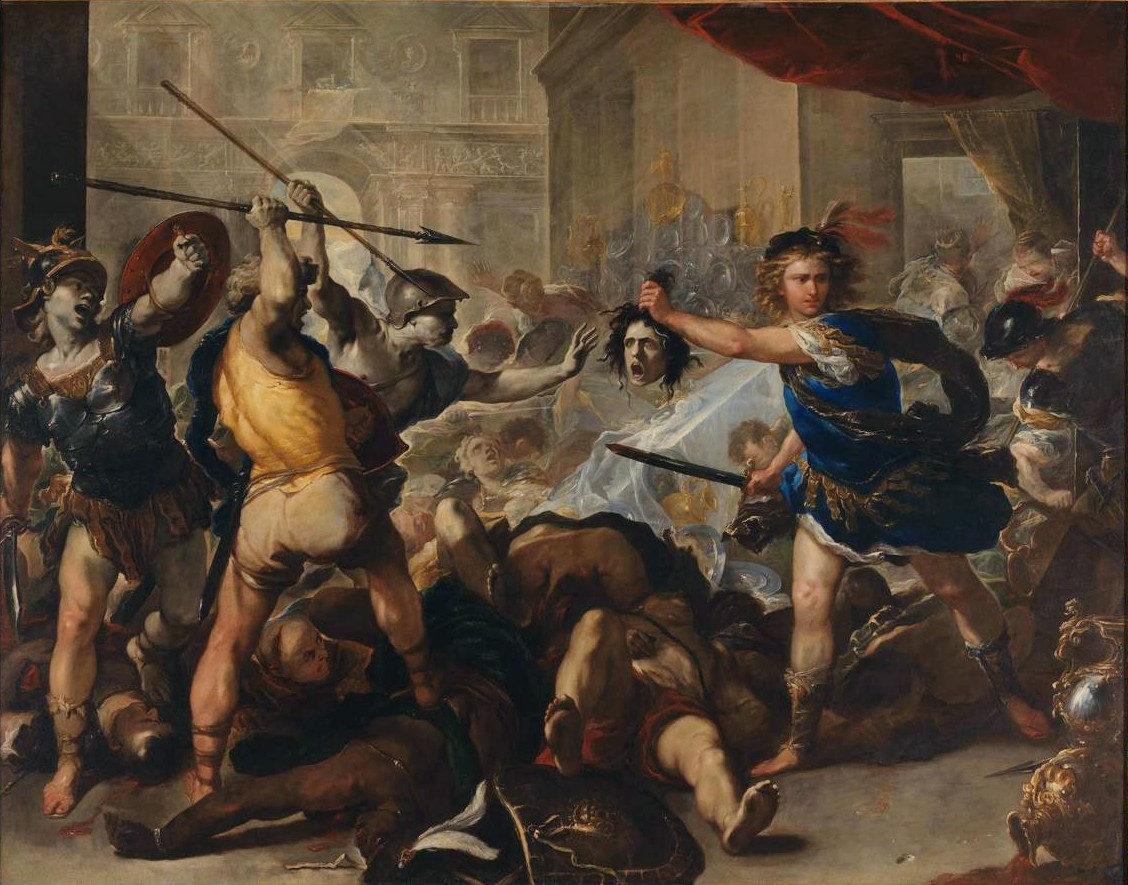
Повернення Персея з відрубаною головою медузи горгони, 1680-ті
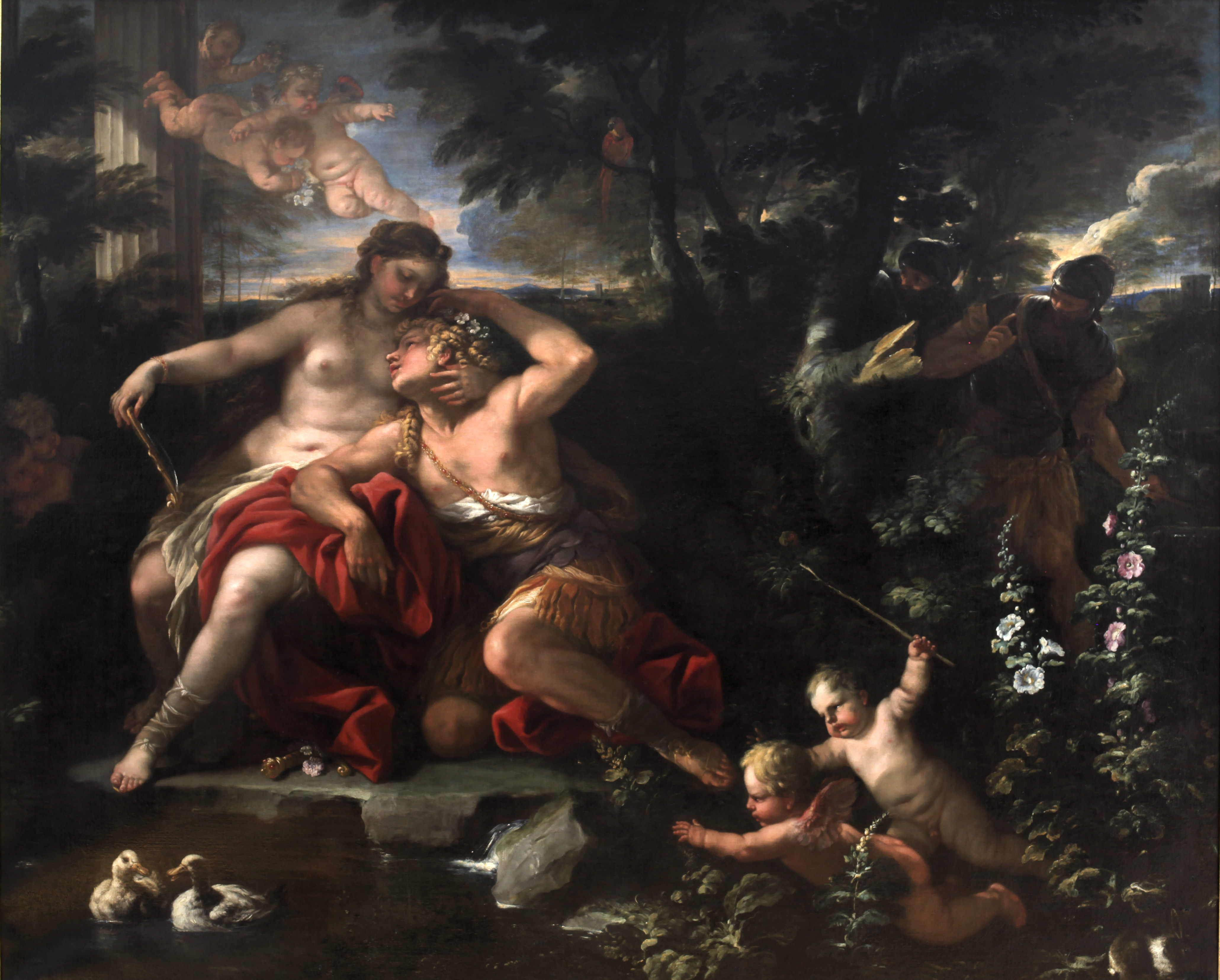
Рінальдо і Арміда, Ліон, Франція

### Вибрані твори

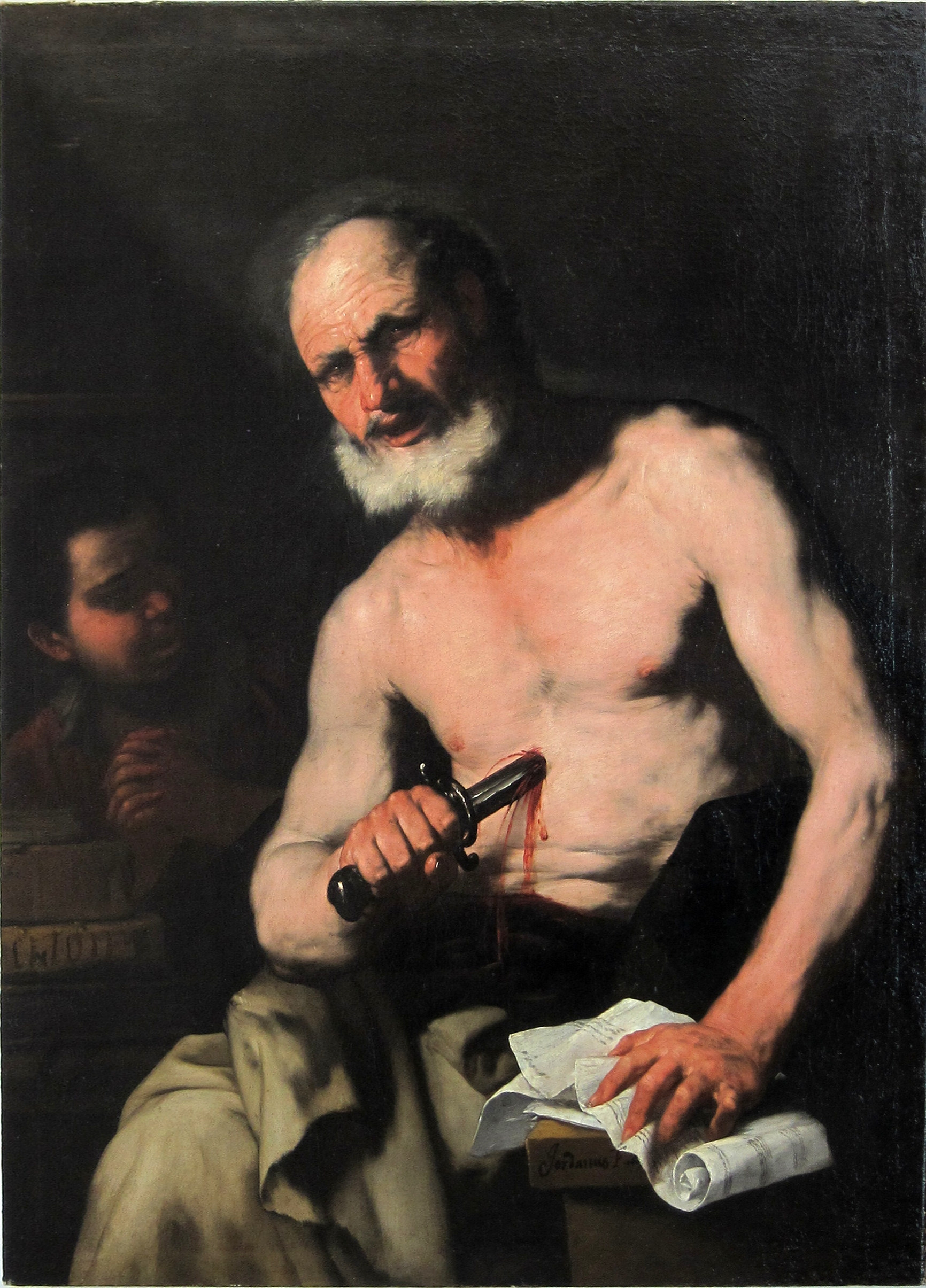
Самогубство Катона Аттичного, Гавр

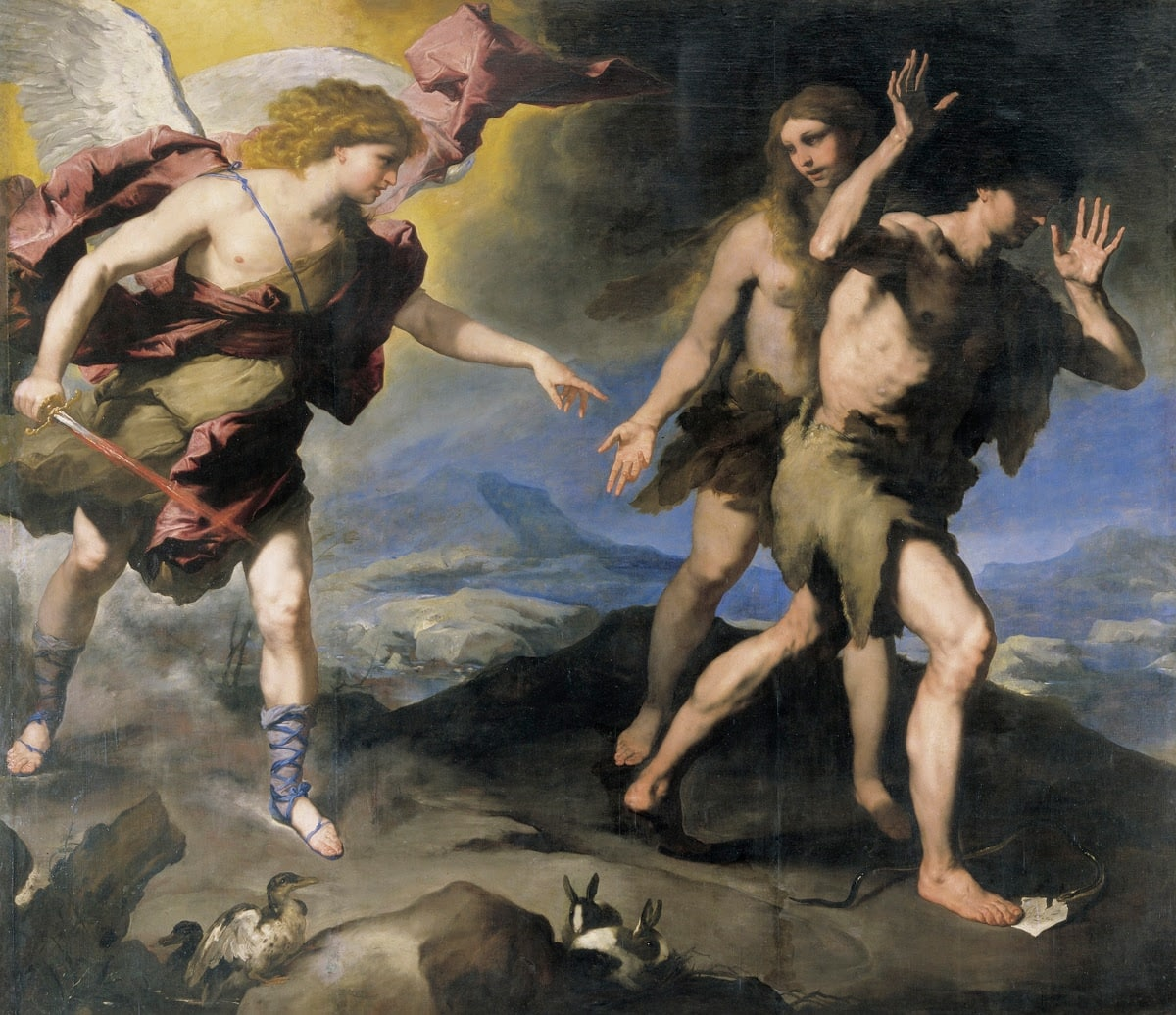
Вигнання з раю

- «Розп'яття Андрія Першозванного» (1655 р.)
- «Христос і грішниця», різні варіанти
- «Весілля в Кані Галілейській», різні варіанти
- «Розп'яття святого Петра», 1660, Галерея Академії, Венеція
- «Святі покровителі Неаполя перед розп'яттям»
- «Архангел Михаїл і падіння янголів в ад»
- «Смерть філософа Сенеки», Лувр, Париж
- «Вертумн і Помона, покровителі садів і змін природи»
- «Вигнання з раю Адама і Єви», Великий Гатчинський палац, Росія
- «Повернення Персея»
- «Каяття Марії Магдалини», Прадо, Мадрид
- «Розгнівані німфи вбивають Орфея», Національний музей мистецтв імені Богдана та Варвари Ханенків, Київ
- «Смерть Лукреції», Фонд Кальве, Авіньйон
- «Диво святого Бенедикта»
- «Діана та вагітна німфа Калісто»
- «Викрадення Єлени (Початок Троянської війни)»
- «Віднайдення тіла Клеопатри після самогубства»
- «Самогубство Катона Аттичного», Музей красний мистецтв, Гавр
- «Філософ Діоген»
- «Святий Франциск Асізький»
- «Ісак благословляє Якова»
- «Мучеництво Святого Вартоломея»
- «Рінальдо і Арміда»
- «Святий Лука малює мадонну»